# Hildegard Hahn

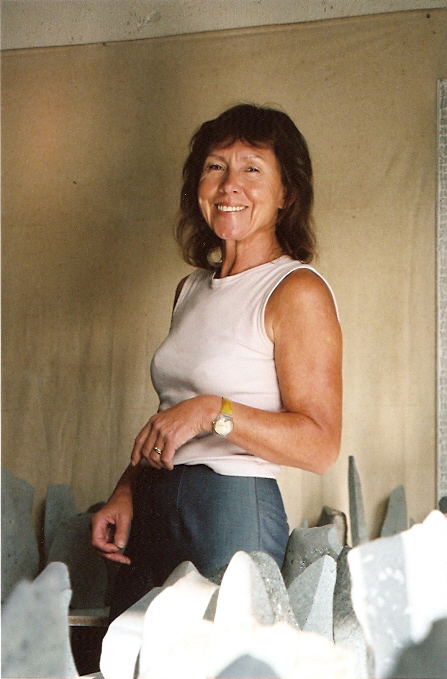
Hildegard Hahn, vor 2009

Hildegard Hahn (* 2. August 1938 in Koslau) ist eine deutsche Künstlerin.

## Leben
Sie wurde als Tochter des Ingenieurs und Sägewerksbesitzers Heinrich Josef Glaser und seiner Frau Marie in der Tschechoslowakei geboren, wo sie bis zu ihrem siebten Lebensjahr mit ihren Eltern und Geschwistern lebte. Nach dem Ende des Zweiten Weltkriegs wurde die Familie vertrieben und ließ sich in Deutschland zunächst in Eisenach, dann bei Stuttgart und später bei Freiburg im Breisgau nieder.
Hildegard Hahn studierte von 1957 bis 1961 an der Staatlichen Akademie der Bildenden Künste Stuttgart und Philosophie an der Universität Stuttgart, u. a. bei Manfred Frey und Max Bense.
Sie  heiratete einen Geologen und arbeitete als Kunsterzieherin im Schuldienst.
Nach dem plötzlichen Tod ihres Mannes siedelte sie 1975 mit ihren Kindern nach Las Palmas de Gran Canaria um. Langsam konnte sie sich auch in der spanischen Kunstszene behaupten. Sie brach jedoch den Kontakt zu Galerien und Museen in Deutschland nicht ab. Seit 1960 nahm sie an verschiedenen Ausstellungen teil, unter anderem im  Württembergischen Kunstverein Stuttgart und im Kunstverein Freiburg. Ihre Werke finden sich in deutschen und spanischen, öffentlichen und privaten Sammlungen.
Sie lebt und arbeitet in Las Palmas.

## Werk
Hildegard Hahn schuf Gemälde, Zeichnungen, Objekte, Collagen, Szenarien, Skulpturen, Fotografien und Videos, später immer häufiger in der Kombination der genannten Darstellungsformen. Ihre Werke entwickelten sich parallel zu ihrem Lebenslauf in verschiedenen Perioden.
Auf die im Studium angeeignete Abstraktion der 1960er Jahre folgte nach der Umsiedlung auf die Insel in den 1970er Jahren eine neue Sicht auf Landschaft und Meer. Ab Mitte der 1980er Jahre entstehen farbige, großformatige, sehr expressive Gemälde. Später arbeitet Hahn hauptsächlich im Bereich der Objekt- und Konzeptkunst. Parallel dazu entstehen immer wieder Zeichnungen und Gemälde.

## Ausstellungen / Sammlungen
- Museum für Neue Kunst Freiburg
- Augustinermuseum Freiburg
- Rathaus Kenzingen
- Museo Casa Colon, Las Palmas
  - Multidisziplinäres Projekt "Viajar" (12. September – 11. Oktober 2012)[1]
- CAAM – Centro Atlántico de Arte Moderno, Las Palmas (Kunstmuseum)[2]
- Centro de Arte La Regenta, Las Palmas (Kunstsammlung)
  - Ausstellung "Entre braille y dígitos" (6. Mai – 19. Juni 2011)[3]
- Rathaus Las Palmas
- CICCA, Las Palmas (Kunstsammlung)

## Bücher / Kataloge
- Hildegard Hahn: La Torre de Babel. Selbstverlag, 1999. 214 Seiten. ISBN 84-605-9449-1
- Cabildo insular de Gran Canaria: TRANSLASPALMAS (Design mit Fotos und Zeichnungen von Hildegard Hahn und anderen). 1. Auflage, 1998. ISBN 84-8103-198-4
- Cabildo insular de Gran Canaria: Espacios Mestizos (Hybrid Spaces). Katalog der Ausstellung Il Encuentro Internacaional de Arte Contemporáneo, Osorio 2003, Teror, Gran Canaria. Mit dem Projekt Begegnung von Hildegard Hahn. ISBN 84-8103-352-9
- Centro atlantico de arte moderno: ATLANTICA. Artikel über eine Reihe von Projekten von Hildegard Hahn. ISSN 1132-8428